# Орден Почтовых заслуг (Франция)
Орден Почтовых заслуг (фр. Ordre du Mérite postal) — упразднённая ведомственная награда Франции, находившаяся в ведении Министерства почт и телекоммуникаций. Учреждён декретом от 14 ноября 1953 года и упразднён в результате орденской реформы 3 декабря 1963 года.

## История
Орден Почтовых заслуг был учреждён декретом от 14 ноября 1953 года и предназначался для вознаграждения людей, отличившихся заслугами в развитии деятельности почт и телекоммуникаций во Франции, во Французском Союзе и в рамках международных отношений.
Орден находился в ведении министра почт и телекоммуникаций и управлялся Советом ордена, состоявшим из 10 человек:
- министр почт и телекоммуникаций (председатель Совета),
- член Совета ордена Почётного легиона,
- член Государственного совета,
- генеральный секретарь Министерства почт и телекоммуникаций,
- генеральный директор почт,
- генеральный директор телекоммуникаций,
- директор по персоналу,
- представитель администрации министра почт и телекоммуникаций (назначаемый министром),
- инспектор академии (назначаемый министром),
- генеральный инспектор Управления почт и телекоммуникаций (назначаемый министром).

Орден Почтовых заслуг был упразднён декретом от 3 декабря 1963 года, которым был учреждён Национальный орден Заслуг, заменивший собой многочисленные ведомственные ордена заслуг. Награждённые орденом Почтовых заслуг сохранили право носить знаки ордена и пользоваться положенными льготами и после его упразднения.

## Степени ордена
Орден Почтовых заслуг состоял из трёх степеней:
 Командор (фр. Commandeur) — знак на ленте, носимый на шее; высшая степень ордена;
 Офицер (фр. Officier) — знак на ленте с розеткой, носимый на левой стороне груди;
 Кавалер (фр. Chevalier) — знак на ленте, носимый на левой стороне груди.

## Условия награждения
Кандидат в кавалеры ордена должен был быть не моложе 30 лет от роду и пользоваться гражданскими правами. Награждение офицерской степенью ордена могло быть произведено не ранее 8 лет после получения кавалерской степени, а командорской степенью — не ранее 5 лет после получения офицерской. В случае особенных заслуг условия к кандидату могли быть смягчены по особому рассмотрению в Совете ордена. Также, в случае особенных заслуг, по решению Совета ордена разрешалось награждать степенью офицера и командора, минуя младшие степени.
Члены Совета ордена становились командорами ордена ex officio.
Было установлено ограничение на количество ежегодных награждений: не более 6 в степень командора, не более 30 в степень офицера и не более 100 в степень кавалера. В виде исключения первые два награждения орденом было разрешено произвести в количестве 10 командоров, 60 офицеров и 300 кавалеров каждое.
Иностранцы, постоянно проживавшие во Франции, могли быть награждены орденом на тех же условиях, что и французские граждане. К гражданам других государств, не проживавшим на территории Франции, условия возраста, стажа и межнаградного срока могли не применяться. Награждения иностранцев не учитывались в ежегодных ограничениях числа награждённых.
Награждения орденом производились два раза в год — 1 января и 14 июля.

## Знаки ордена
Знак ордена представляет собой пятиконечную звезду белой эмали с шариками на концах. Между лучами звезды части лаврового венка, образующие между собой ломаный пятиугольник. В центре лицевой стороны знака круглый медальон без ободка с рельефным профильным погрудным изображением бога Меркурия, в шапочке с крылышками, с кадуцеем и с накинутым на левое плечо плащом. В центре оборотной стороны знака круглый медальон с ободком белой эмали. В центре медальона элементы, символизирующие почтовую службу — перекрещенные молнии, запечатанный конверт и почтовый рожок. На ободке надписи: «REPUBLIQUE FRANÇAISE» и «MÉRITE POSTAL», разделённые точками.
Знак через скобу подвешен к промежуточному звену в виде горизонтально расправленных крыльев, которое через кольцо крепится к орденской ленте.
Размеры знаков кавалера и офицера — 41 мм, командора — 58 мм. Знак кавалера — серебряный с позолоченным медальоном и промежуточным звеном. Знак офицера — позолоченный и командора — позолоченный или золотой.
Лента ордена, шириной 37 мм, шёлковая муаровая золотисто-оранжевого цвета, имеющая по краям по две чёрные полоски шириной 2 мм, в 2 мм от края и друг от друга. К ленте офицера крепится розетка диаметром 28 мм, из этой же ленты.
Для повседневного ношения на гражданской одежде предусмотрены розетки из ленты ордена, а для ношения на мундирах — орденские планки.